# 查光述
查光述（1518年—？），字子孝，號龍山，直隸蘇州府常熟縣人，民籍，明朝政治人物。

## 生平
嘉靖二十五年丙午科（1546年）應天府鄉試第二名舉人。嘉靖三十五年（1556年），登丙辰科第三甲第十八名進士。工部观政，初授宁波府推官，改授國子監學正，三十八年九月擢升江西道試監察御史。卒于官。

## 家族
曾祖查玒；祖父查暄；父查繡，母潘氏。